# Копелев, Владимир Ефимович
Влади́мир Ефи́мович Ко́пелев (род. 23 мая 1935 года, деревня Лугины) — советский и российский строитель, работник Домостроительного комбината № 1 (ДСК-1) Главмосстроя (генеральный директор с 1994 по 2008 год). Герой Социалистического Труда (1974), лауреат Государственной премии СССР (1975), Заслуженный строитель СССР (1990). Почётный гражданин Москвы (2005).

## Биография
Родители — Ефим Владимирович Копелев (1907—1941, погиб на фронте) и Соня Янкелевна Копелева (1914—2001).
Получил средне-специальное образование в Московском монтажном техникуме Минмонтажспецстроя («монтажник металлических и железобетонных конструкций», 1976 г.). В 1981 году окончил Высшую партийную школу при ЦК КПСС, а в 1984 году — Всесоюзный заочный инженерно-строительный институт.
Рабочий путь начал на Красногорском заводе № 82 токарем. Затем с 1952 по 1953 гг. работал техником «Центроэнергочермет» и вплоть до службы в армии работал слесарем энергомонтажного поезда № 18 треста «Трансэнергомонтаж».
В 1954 году призван на срочную службу в ряды Советской армии, демобилизовался в 1957 году.
С 1958 года по 1965 год работал на разных должностях треста, управлений Главмосстроя: бетонщик, монтажник, бригадир монтажников. Продолжил работу в качестве монтажника, бригадира комплексной бригады, начальника монтажного управления № 5 ДСК-1 Главмосстроя (Домостроительный комбинат). В 1982 году возглавил ДСК-1. С 1991 по 2008 год являлся генеральным директором «ДСК-1», а затем — председателем совета директоров ОАО «ДСК-1».
Является автором 40 рационализаторских предложений в области строительного производства. В частности, ему принадлежит идея конвейерного строительства домов серии К-7.
Дважды избирался в депутаты Верховного Совета СССР (с 1970 по 1979 гг.). Затем 3 года являлся депутатом Краснопресненского районного Совета г. Москвы. С 1983 по 1990 годы работал депутатом Московского городского Совета.
Неоднократно избирался делегатом Съезда КПСС (XXIV, XXV, XXVII) и 19-й партийной конференции.
С 2006 года является членом партии «Единая Россия».
Имеет свой личный герб. В качестве девиза на гербе начертана фраза «разумом утверждается» (усеченная цитата из ветхозаветной Книги притчей Соломоновых «о приятно устроенном доме мудрого»: «Мудростью устрояется дом, и разумом утверждается» (Прит., 24, 3).

## Награды
Государственные награды Российской Федерации:
- Орден «За заслуги перед Отечеством» II степени (25 июля 2000 года) — за выдающиеся достижения в развитии отечественного домостроения[10]
- Орден «За заслуги перед Отечеством» III степени (28 апреля 1995 года) — за заслуги перед государством, успехи, достигнутые в труде, науке, культуре, искусстве, большой вклад в укрепление дружбы и сотрудничества между народами[11]
- Орден «За заслуги перед Отечеством» IV степени (3 июня 2005 года) — за большой вклад в развитие отечественного строительного комплекса и многолетнюю добросовестную работу[12]
- Орден Почёта (24 мая 2010 года) — за заслуги в области строительства и многолетний добросовестный труд[13]
- Орден Дружбы (22 августа 2015 года) — за достигнутые трудовые успехи, активную общественную деятельность и многолетнюю добросовестную работу[14]
- Медаль «Защитнику свободной России» (5 августа 1994 года) — за исполнение гражданского долга при защите демократии и конституционного строя 19 — 21 августа 1991 года, большой вклад в проведение в жизнь демократических преобразований, укрепление дружбы и сотрудничества между народами [15]
- Почётная грамота Правительства Российской Федерации (12 мая 1997 года) — за вклад в жилищное строительство города Москвы и многолетний плодотворный труд[16]

Государственные награды СССР:
- Герой Социалистического Труда, орден Ленина и золотая медаль «Серп и Молот» (4 апреля 1974) — за достижение наивысшей производительности труда в крупно-панельном домостроении, высокое качество работ и досрочное выполнение установленных заданий
- Орден Ленина (7 мая 1971 года)
- медали
- Почётная Грамота Президиума Верховного Совета РСФСР (22 мая 1985 года) — за многолетнюю плодотворную работу в области строительства[17]

Почётные звания:
- Заслуженный строитель СССР (27 февраля 1990 года) — за большой личный вклад в совершенствование строительного производства, внедрение прогрессивных форм организации труда и научно-технических достижений в полносборное домостроение, ускорение темпов и улучшение качества строительства жилья в гор. Москве[18]
- Заслуженный строитель РСФСР (31 июля 1970 года) — за заслуги в области строительства[19]
- Почётный строитель Российской Федерации

Региональные награды:
- Почётный строитель города Москвы (29 июля 1998 года) — за многолетний добросовестный труд, большой личный вклад в строительство и реконструкцию объектов столицы[20]
- Звание «Почётный гражданин города Москвы» (8 июля 2005 года) — за выдающиеся заслуги перед городским сообществом в обеспечении москвичей современным комфортабельным жильём, многолетнюю работу по строительству жилых домов и объектов социально-бытового назначения в городе Москве, развитию отечественного индустриального панельного домостроения и за активную благотворительную деятельность[21]
- Знак отличия «За безупречную службу городу Москве» L лет (11 июля 2008 года) — за многолетнюю плодотворную деятельность на благо города Москвы и его жителей [22]
- Знак отличия «За заслуги перед Москвой» (Москва, 19 мая 2010 года) — за большой вклад в развитие индустриального панельного домостроения в городе Москве и выполнение социально значимых программ жилищного строительства[23]
- Почётный гражданин Целинограда[24]

Премии:
- Государственная премия СССР 1975 года за выдающиеся достижения в труде передовикам социалистического соревнования (5 ноября 1975 года) — за выдающиеся достижения в труде на основе внедрения эффективных форм хозяйствования[25]
- Государственная премия Российской Федерации в области науки и техники 1993 года (8 июня 1993 года) — за комплексное инженерное освоение городских территорий при массовой застройке жилого района «Крылатское»[26]
- Премия Правительства Российской Федерации 2001 года в области науки и техники (21 марта 2002 года) — за проектирование, внедрение в производство и строительство 9 — 17-этажных жилых домов модернизированных серий П44Т и П3М с усовершенствованными архитектурно — планировочными, конструктивно — технологическими решениями и высокими теплотехническими характеристиками[27]